# Maksymilian Bawarski

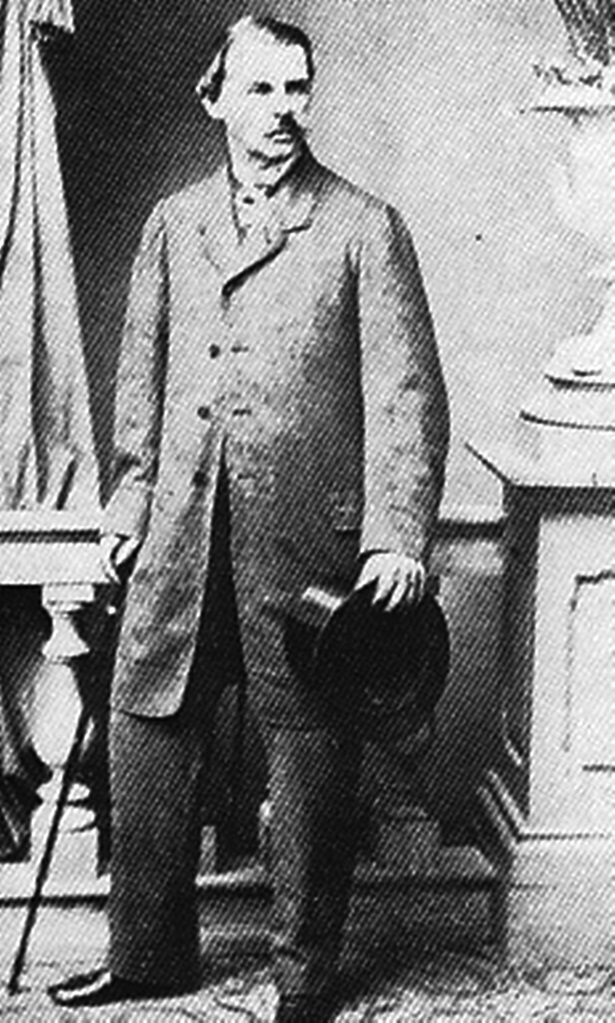
Maksymilian Józef Wittelsbach (ok. 1870)

Maksymilian Józef Wittelsbach, niem. Maximilian Joseph Herzog in Bayern (ur. 4 grudnia 1808 w Bambergu; zm. 15 listopada 1888 w Monachium), książę w Bawarii (Herzog in Bayern).

## Życiorys
Książę Maksymilian Józef był synem Piusa Augusta Wittelsbacha (1786-1837) i Amalii Luizy Arenberg (1789-1823). Odebrał staranne wykształcenie, o które zadbała matka i stryj król Bawarii Maksymilian I Józef. Uczęszczał do szkoły publicznej w Monachium. Potem słuchał wykładów na uniwersytecie, przede wszystkim z historii i przyrody. Przez całe życie pozostał wierny zamiłowaniom i upodobaniom studenckim. Odbył wiele dalekich podróży, był bardzo oczytany (jego biblioteka liczyła około 27 tys. tomów, głównie treści historycznej).
Miał wszechstronne zainteresowania. Pisał, komponował, śpiewał. Prowadził słynne „sympozja“, na których skupiał wokół siebie rodzinny, bawarski krąg. Wybudował nowy pałac przy ulicy Ludwika. Lubił cyrk. Na dziedzińcu nowego pałacu popisywał się sztuczkami cyrkowymi. Uchodził za promotora i popularyzatora bawarskiej muzyki folklorystycznej. Był miłośnikiem gry na cytrze – instrumencie uznawanym w tamtych czasach za mało prestiżowy.
Miał demokratyczne przekonania. Pisał artykuły w duchu wolnościowym, które umieszczał anonimowo w czasopismach. Wydał książkę Wędrówki na Wschód. Zachowywał się bezkompromisowo i miał nastawienie antydworskie, a o względy nie zabiegał. W 1839 roku został honorowym członkiem Bawarskiej Akademii Nauk.

## Małżeństwo i potomstwo
9 września 1828 roku ożenił się z Ludwiką Wilhelminą Wittelsbach, córką Maksymiliana I Józefa i jego drugiej żony Karoliny Fryderyki Badeńskiej. Para miała dziesięcioro dzieci:
- Ludwik Wilhelm "Louis" (1831-1920)

∞ (1) Henriette Mendel (małżeństwo morganatyczne)
∞ (2) Antonie Barth (małżeństwo morganatyczne)
- Wilhelm Karol (1832-1833)
- Helena Karolina "Nene" (1834-1890)

∞ Maximilian Anton von Thurn und Taxis
- Elżbieta Amalia "Sisi" (1837-1898)

∞ Franciszek Józef I, cesarz Austrii, król Węgier
- Karol Teodor "Gackl" (1839-1909)

∞ (1) Zofia Maria Wettyn
∞ (2) Maria Józefa Portugalska
- Maria (1841-1925)

∞ Franciszek II, król Obojga Sycylii
- Matylda Ludwika "Spatz" (1843-1925)

∞ Ludwik Sycylijski, hrabia Trani
- Maksymilian (1845)
- Zofia Charlotta (1847-1897)

∞ Ferdynand Orleański, książę Alençon
- Maksymilian Emanuel "Mapperl" (1849-1893)

∞ Amalia Sachsen-Coburg-Gotha